# Bank für Brau-Industrie
Die Bank für Brau-Industrie AG (kurz Braubank, ab 1986 Frankfurter Bankgesellschaft von 1899) war ein deutsches Kreditinstitut mit Sitz in Berlin und Dresden und später Frankfurt am Main.

## Geschichte

### Vorgeschichte
In Dresden wurde Bier in den 1830er-Jahren überwiegend in kleinen Hausbrauereien gebraut. Die Brauer-Innung zählte 1836 nur 16 Brauereimeister. 1838 wurde die Waldschlößchen-Brauerei als Aktiengesellschaft gegründet. Hier wurde untergäriges bayerisches Bier hergestellt. Dies war kapitalaufwändiger, da ein Lagerkeller benötigt wurde und zwischen Produktion und Verkauf Wochen bis Monate vergingen. Als zweite Brauerei wurde 1854 die Feldschlößchen-Brauerei in eine Aktiengesellschaft umgewandelt. 1857 kam als dritte Aktien-Brauerei die Felsenkeller-Brauerei hinzu. In den 1860er-Jahren beschleunigte sich die Industrialisierung des Bierbrauens. Hierzu trug die Einführung der Gewerbefreiheit in Sachsen 1861 ebenso bei wie die Tatsache, dass sich Dampfmaschinen in den Brauereien durchgesetzt hatten. 1882 zählte die Handelskammer Dresden 14 Aktienbrauereien in ihrem Bezirk. 10 davon waren zwischen 1868 und 1872 gegründet worden. Auf die Gründerzeit folgte die Gründerkrise. Bis 1885 mussten 5 der neuen Aktienbrauereien Konkurs anmelden.
1883 war auch die Feldschlößchen-Brauerei insolvent geworden. Das Unternehmen konnte jedoch mit frischem Geld gerettet werden. Einer der Geldgeber war der Dresdener Bankier Max Arnhold, der im gleichen Jahr auch die Radeberger Exportbierbrauerei durch Kapitalbeteiligung rettete. Der Marktbereinigung durch Konkurse folgte in der Zeit von 1890 bis 1905 eine starke Konzentration der Bierbranche. Eine Reihe von kapitalkräftigen Konzernen entstand, die die schwächeren Wettbewerber übernahmen.

### Gründung
In dieser Zeit wurde am 8. Juni 1899 die Bank für Brauindustrie AG gegründet. Initiatoren waren die Brüder Max und Georg Arnhold, die Inhaber des Bankhauses Gebrüder Arnhold in Dresden. Sie brachten in die Gesellschaft ihre Brauereibeteiligungen ein. Die Aktien der Bank wurden an der Börse gehandelt. Die Bank hatte ihren Hauptsitz in Berlin in der Markgrafenstraße 53/54 und eine Niederlassung in Dresden in der Waisenhausstraße 16 (dem Sitz des Bankhauses Gebrüder Arnhold). Der Vorstand der Bank, die ein Kapital von 7 Millionen Mark hatte, bildeten Richard Chrzescinski und Max Frank. Die Bank sollte eine zentrale Rolle im Konzentrationsprozess der Bierbranche spielen. Die enge Verknüpfung von Branche und Bank spiegelte sich in der Besetzung des Aufsichtsrates wider. Der Aufsichtsrat der Bank für Brau-Industrie bestand 1900 aus:
- Friedrich Goldschmied, Generaldirektor der Aktien-Brauerei-Gesellschaft Friedrichshöhe in Berlin (Vorsitzender)
- Georg Arnhold, Inhaber Bankhaus Gebrüder Arnhold (stellvertretender Vorsitzender)
- Curt Sobernheim, Direktor der Breslauer Disconto-Bank in Berlin (stellvertretender Vorsitzender)
- Fritz Andreae, Geschäftsführer der Hardy & Co. GmbH in Berlin
- Georg Ebert, Direktor der Hofbierbrauerei Schöfferhof AG in Mainz
- Georg Liebel, Direktor des Brauhauses Nürnberg
- Friedrich Reinhardt, Direktor der Leipziger Bierbrauerei zu Reudnitz, Riebeck & Co. KG in Leipzig
- Georg Schreiber, Bankier, H. C. Plaut in Leipzig
- Paul Stern, Direktor der Bayerischen Bank in München
- Louis Todesco, Generalrat der Anglo-Österreichischen Bank in Wien
- Franz Wicküler, Direktor der Wicküler-Küpper Brauerei in Elberfeld

### Die Konsolidierung der Beteiligungen
Die Bank wirkte am Anfang ihrer Geschäftstätigkeit an der Umwandlung einiger Privatbrauereien in Aktiengesellschaften mit und übernahm dabei Aktienanteile und vor allem Optionen. Im ersten Jahr war dies die Hansa Brauerei in Lübeck, die Export-Bier-Brauerei Jos. Diebels AG in Issum, die Export-Bierbrauerei Aug. Peter AG in Königssee in Thüringen und die Kulmbacher Mälzerei AG vorm. J. Ruckdeschel. Auch bei Kapitalerhöhungen und Umstrukturierungen bestehender Aktiengesellschaften war die Bank tätig. So bei der Fusion der Actien-Brauerei-Gesellschaft Friedrichshöhe vorm. Patzenhofer und der Actien-Brauerei-Gesellschaft Moabit in Berlin, der Kapitalerhöhung der Winterhuder Brauerei in Hamburg, die Bank übernahm Aktien und Obligationen der Schlossbrauerei Kiel im Rahmen der Sanierung, der fusionierten Bierbrauereien in Aschaffenburg und der neu gegründeten Weingroßhandlung Mérot Frères AG in Fentsch. Diese Beteiligungen sollten in den nächsten Jahrzehnten die Basis des Geschäftes der Bank bilden.
1903 wurde durch die Bank in einer größeren Transaktion die Deutsche Bierbrauerei AG in Berlin mit einem Kapital von 2 Millionen Mark gegründet. Die Radeberger Exportbierbrauerei AG wurde aufgelöst und die Deutsche Bierbrauerei AG übernahm den Betrieb in Radeberg. 1905 zahlte die Bank hierzu die Mehrzahl der freien Aktionäre aus und begab zur Refinanzierung eine 30-jährige Anleihe mit einem Kupon von 4,5 %, die an der Börse Dresden notiert wurde. Die Bank war nun Eigentümer von drei Vierteln der Anteile von Feldschlößchen und reichte diese an die Deutsche Bierbrauerei AG weiter. Der Konzern übernahm später noch Anteile der Brauereien Einsiedel bei Chemnitz und Pichelsdorf bei Berlin.
Ein weiterer Bierkonzern im Portfolio der Bank war Schöfferhof und Bürgerbräu in Frankfurt und der Verbund Kieler Brauereien. Zum Beginn des Ersten Weltkriegs verfügte die Bank über Beteiligungen an 25 deutschen Brauereien. Während des Krieges kam noch die Ritterbrauerei in Dortmund hinzu, diese war vorher im Besitz englischer Eigentümer gewesen.

### In der Weimarer Republik
Die Zeit der Weimarer Republik war für alle Banken eine Herausforderung. Nach den direkten Kriegsschäden folgte die Deutsche Inflation 1914 bis 1923 und am Ende der 1920er-Jahre die Deutsche Bankenkrise. Die Braubank überstand diese Zeit und konnte sogar jedes Jahr bis auf 1923/24 eine Dividende zahlen.
Nach dem Krieg wies die Bank für das Geschäftsjahr 1918/19 eine Bilanzsumme vom 14,6 Millionen Mark auf und erzielte einen Gewinn von 565.000 Mark. Der Zukauf von Brauereibeteiligungen wurde fortgesetzt. 1918/19 wurde die Beteiligung an der Hansa-Bank aufgestockt, 1919/20 eine Beteiligung an der Hofbräuhaus Hanau vorm. G. Ph. Nicolay AG und der Kalker Brauerei AG in Köln vorgenommen. Im folgenden Geschäftsjahr kam es zu einer Konsolidierung der Brauereien in Frankfurt: Die Schöfferhof-Bürgerbräu erwarb die Brauerei Binding AG und die Brauerei J.J. Jung Erben in Frankfurt am Main.
Die Inflationszeit führte zu einer weiteren Konsolidierung des Brauereimarktes. 1921/22 übernahm die Deutsche Bierbrauerei AG Feldschlößchen und Gambrinus in Dresden. Das Unternehmen firmierte ab 1925 dann als Radeberger Exportbierbrauerei AG und verlegte den Sitz nach Radeberg.

### Kapital-Entwicklung
Das Kapital der Bank entwickelte sich wie folgt:
| Jahr | Kapital       |
| ---- | ------------- |
| 1899 | 7 Mio. Mark   |
| 1923 | 206 Mio. Mark |
| 1924 | 3,1 Mio. RM   |
| 1925 | 4 Mio. RM     |
| 1926 | 6 Mio. RM     |
| 1927 | 10 Mio. RM    |
| 1928 | 13 Mio. RM    |
| 1932 | 10 Mio. RM    |
| 1942 | 15 Mio. RM    |

Auffällig ist der Anstieg des Kapitals in der Inflationszeit. 1923/24 berichtete der Vorstand über einen Gewinn von 18.691.659.643.911.400,- Mark und kommentierte die Zahlen im Geschäftsbericht mit:

„Die Vorlage der Bilanz- und Gewinn- und Verlustrechnung für das Jahr 1923/24 hat nur formelle Bedeutung. Irgend welchen materiellen Wert können die durch die Bücher ausgewiesenen Ziffern bei dem rapiden Wechsel der Währungsverhältnisse in jener Zeit nicht in Anspruch nehmen. Wir können nur angesichts des Ziffernwerkes feststellen, dass unser Unternehmen die in ihn investierten Werte während der ganzen Berichtszeit festgehalten hat und sich hier und da zu stärken vermochte.“

Nach dem Ende der Inflation wurde das Kapital mit 3,1 Millionen Mark vorsichtig festgestellt und stieg in den Folgejahren kontinuierlich. Die Beteiligungen hatten in der Inflation ihren Wert behalten; Im Gegensatz zu anderen Banken, die in Staatsanleihen investiert hatten, war die Braubank unbeschadet aus der Inflationszeit herausgekommen und verfügte 1929 über folgende Beteiligungen an Brauereien:
| Brauerei                                                   | Ort                                 | Land                  |
| ---------------------------------------------------------- | ----------------------------------- | --------------------- |
| Brauerei Gebrüder Klein GmbH                               | Hainichen                           | Sachsen und Thüringen |
| Leipziger Bierbrauerei zu Reudnitz, Riebeck & Co. AG       | Reudnitz                            | Sachsen und Thüringen |
| Radeberger Exportbierbrauerei AG                           | Radeberg                            | Sachsen und Thüringen |
| Berliner Kindl Brauerei AG                                 | Berlin                              | Preußen               |
| Hitdorfer Brauerei Friede AG                               | Köln (Direktion), Hitdorf (Betrieb) | Preußen               |
| Hofbräuhaus Hanau vorm. C.Ph. Nicolay AG                   | Hanau                               | Preußen               |
| Kloster-Brauerei AG                                        | Metternich bei Koblenz              | Preußen               |
| Schöfferhof-Binding-Bürgerbräu AG                          | Frankfurt am Main                   | Preußen               |
| Brauerei W. Isenbeck & Co. AG                              | Hamm                                | Preußen               |
| Dortmunder Ritterbrauerei AG                               | Dortmund                            | Preußen               |
| Glückauf Brauerei AG                                       | Gelsenkirchen                       | Preußen               |
| Gebrüder Ueckermann, Brauerei zum Felsenkeller bei Herford | Herford                             | Preußen               |
| Hansa-Brauerei                                             | Lübeck                              | Preußen               |
| Bohrisch Brauerei AG                                       | Stettin                             | Preußen               |
| Gorkauer Societäts-Brauerei AG                             | Gorkau                              | Preußen               |
| Aktienbrauerei zum Hasen                                   | Augsburg                            | Bayern                |
| Bayerische Aktien-Brauerei Aschaffenburg                   | Aschaffenburg                       | Bayern                |
| Grüner-Bräu AG                                             | Fürth                               | Bayern                |
| H. Henninger Reifbräu AG                                   | Erlangen                            | Bayern                |
| Kulmbacher Rizzibräu AG                                    | Kulmbach                            | Bayern                |
| Reichelbräu AG                                             | Kulmbach                            | Bayern                |
| Esslinger Brauereigesellschaft                             | Esslingen                           | Württemberg           |
| Ulmer Brauerei-Gesellschaft                                | Ulm                                 | Württemberg           |

Die Weltwirtschaftskrise führte zu einem massiven Rückgang des Bierkonsums in Deutschland. 1929 wurden noch 57,6 Millionen Hektoliter verkauft worden, 1932 waren es noch 33,3 Millionen. Neben der gesunkenen Kaufkraft der Bevölkerung war die gute Wein- und Obsternte des Jahres 1931 ursächlich, die zu Preissenkungen bei Wein und Obstweinen geführt hatte. Entsprechend ging der Gewinn der Brauereien und damit der der Bank zurück. Um dennoch eine Dividende ausschütten zu können, nahm man 1932 eine Kapitalreduktion im Verhältnis 6 zu 5 vor. Die Bank hatte die Deutsche Bankenkrise gut überstanden, da sie über ein dem Grunde nach werthaltiges Portfolio verfügte und eine hohe Eigenkapitalquote aufwies.

### Zeit des Nationalsozialismus

Aktie über 100 RM der Bank für Brau-Industrie in Berlin vom März 1933

Die Machtergreifung der Nationalsozialisten brachte große Unsicherheit. Die Hauptaktionäre der Bank, die Gebrüder Arnhold waren Juden und als solche von der Judenverfolgung in der Zeit des Nationalsozialismus betroffen. Im Bankhaus Gebrüder Arnhold musste im September 1933 erstmals ein Nichtjude in die Geschäftsleitung aufgenommen werden, 1935 verkauften die Arnholds die Dresdner Niederlassung ihres Bankhauses an die Dresdner Bank. Nicht mitverkauft wurden die Anteile der Arnholds an der Braubank. Im Herbst 1937 verkauften sie auch noch den Rest des Unternehmens an die Dresdner Bank. Diese war damit Hauptaktionärin der Braubank geworden. Die Arisierung des Bankhauses Gebrüder Arnhold war damit erfolgt.
Die Braubank selbst war durch die Machtergreifung nicht betroffen. Vorstand und Aufsichtsrat blieben im Amt, die Geschäfte wurden wie bisher weiterbetrieben. Der Wirtschaftsaufschwung der nächsten Jahre führte zu einem erhöhten Bierkonsum und einer verbesserten Ertragslage. Mit dem Verkauf des Dresdner Teils des Bankhauses Gebrüder Arnhold war vereinbart worden, dass die Dresdner Bank auch im Aufsichtsrat der Braubank vertreten sein sollte. Auf der Hauptversammlung am 14. Oktober 1935 wurde daher das Vorstandsmitglied der Dresdner Bank Alfred Busch in den Aufsichtsrat gewählt. In den folgenden zwei Jahren wurden die jüdischen Mitglieder des Vorstandes und des Aufsichtsrates systematisch aus den Ämtern entfernt. Gleichzeitig stieg der Einfluss der Dresdner Bank. Ab 1938 war Alfred Busch Vorsitzender des Aufsichtsrates und blieb dies bis zum Ende der Krieges. Walther Frisch, der bisherige Vorsitzende, wurde sein Stellvertreter. Der Sitz der Bank wurde 1937 nach Berlin verlegt.
1939 erwarb die Braubank die Hälfte der Anteile der Engelhardt-Brauereigruppe in Berlin von der Dresdner Bank (die die andere Hälfte der Anteile hielt). Die Dresdner Bank hatte die Anteile 1933/34 im Rahmen der Arisierung erworben. Der jüdische Generaldirektor Ignatz Nacher war Kreditkunde der Dresdner Bank. Diese zwang ihn unter der Drohung der Kreditkündigung zum Verkauf seiner Anteile. Den Rest der Anteile hatte die Stadt Berlin unter dem Vorwand einer Schmiergeldzahlung konfisziert und an die Dresdner Bank abgegeben. Nach dem Erwerb der Braubank sollte diese die Anteile halten. Zur Finanzierung verkaufte die Braubank kleinere Beteiligungen.
Die Dresdner Bank bemühte sich um den Erwerb weiterer Aktien. Bis 1945 konnte sie 49 % der Anteile erwerben, eine Mehrheit der Aktien zu beschaffen, gelang ihr jedoch nicht.

### Nachkriegszeit
Am 28. April 1945 hatte der sowjetische Stadtkommandant von Berlin die Schließung aller Banken angeordnet. Alfred Busch befand sich in sowjetischer Gefangenschaft, Walther Frisch war als Oberbürgermeister von Lindau (Bodensee) eingesetzt worden. Die Bank hatte ihren Betrieb faktisch eingestellt. Da Vorstand und Aufsichtsrat handlungsunfähig waren, setzte das Amtsgericht Berlin-Mitte im Oktober 1946 drei Rechtsanwälte als Mitglieder des Aufsichtsrates ein.
Am 16. November 1947 beantragte die Braubank beim Bezirksamt Wilhelmsdorf die erneute Zulassung. In dem Wissen um die restriktive Bankpolitik wurde argumentiert, es handele sich gar nicht um eine Bank, sondern um eine Holding. Die Argumente überzeugten nicht, die Bank blieb geschlossen. Da eine Wiederaufnahme des Betriebs in Berlin nicht möglich schien, beschloss die Hauptversammlung am 15. November 1950 die Verlegung des Sitzes nach Frankfurt am Main.
Gleichzeitig erhob die Familie Arnhold Restitutionsforderungen gegen die Dresdner Bank. Sie hatten zwar einen Kaufpreis erhalten der in der Nähe des Marktpreises gelegen hatte, die Gelder durften jedoch nicht ins Ausland transferiert werden, wohin die Arnholds geflüchtet waren und war durch die Nationalsozialisten vereinnahmt worden.  Am 15. Mai 1950 wurde ein notarieller Vergleich zwischen den Parteien getroffen, der die Rückgabe umfangreicher Vermögenswerte, darunter die 1938 verkauften Anteile an der Braubank vereinbart wurden.
Auf der Hauptversammlung am 15. November 1950 wurde daher mit Henry H. Arnhold erstmals wieder ein Familienmitglied in den Aufsichtsrat gewählt. Bereits 1951 trennte sich die Familie aber wieder von ihrer Beteiligung und verkaufte die 39 % des Grundkapitals, die sie hielt an die Dr. August Oetker KG.

### Wiederaufbau im Westen
Die Bank hatte zwar ihr Bankgeschäft einstellen müssen, die Brauereibeteiligungen waren ihr jedoch geblieben. Zumindest die im Westen. Die Mährisch-Ostrauer Stadtbrauerei AG und die Union Brauerei AG in Metz lagen nun im Ausland und waren genauso verloren wie die Brauereien in der SBZ, die dort verstaatlicht worden waren. Kern des Beteiligungsportfolios waren damit die Brauereien in Berlin, Frankfurt am Main, Dortmund, Gelsenkirchen, Friedberg (Hessen) und Aschaffenburg. Insgesamt bestanden 9 Beteiligungen. Mit dem Beginn des Wirtschaftswunders begann auch die „Fresswelle“, einhergehend mit einer „Saufwelle“. Der Bierkonsum stieg von 17,2 Millionen Hektolitern im Jahr 1950 auf 52,6 Millionen Hektoliter 1960. Entsprechend verbesserte sich die Ertragslage der Brauereien und der Geschäftsbericht 1951/52 der Bank konnte wieder von erhaltenen Dividenden berichten. Auch das Bankgeschäft wurde wieder aufgenommen und Finanzierungsdienstleistungen für die Brauereien vorgenommen. 1956 gab die Braubank die Anteile an der Engelhardt-Brauerei ab. Dies war Teil eines Vergleichs in der Restitutionsangelegenheit für dieses Unternehmen.
In Frankfurt hatte die Bank ihre Geschäftsräume 1952 in der Bettinastraße 56 und zog im Folgejahr in die Neue Mainzer Straße 52 um. 1954 erbaute der Architekt Klaus Ohlwein in der Taunusanlage 16 ein eigenes Gebäude für die Braubank. Bereits 1958 wurde dieses Haus an die Westbank verkauft. Heute steht dort das Deutsche-Bank-Hochhaus.
Zweitgrößter Aktionär nach Oetker war weiterhin die Dresdner Bank. Beide waren am florierenden Brauereigeschäft interessiert. Die Dresdner Bank hatte jedoch kein Interesse an einer Banktätigkeit und strebte eine Umwandlung in eine reine Holding an. Da keine der beiden Seiten über eine Mehrheit verfügte, begannen beide Seiten, am Markt Aktien zu kaufen, um eine Mehrheit zu erlangen.  Im September 1957 hatte Oetker das Rennen für sich entschieden. Er und das verbündete Bankhaus Lampe hielten 51,7 % die Dresdner Bank hatte 36,4 % der Anteile, der Rest war Streubesitz.
Nachdem die Machtverhältnisse geklärt waren, zog sich die Dresdner Bank aus der Braubank zurück. Sie verkaufte ihre 36 % der Anteile an Oetker. Gleichzeitig tauschte man Beteiligungspakete. Die Dresdner Bank erhielt die Anteile von 41 % an der Dortmunder Ritterbrauerei, die Braubank erhielt von der Dresdner Bank Anteile an Berliner Kindl, Binding und anderen. Beide Aktienpakete hatten jeweils einen Wert von 13,9 Millionen DM.

### Im Oetker-Konzern
Auch in den 1960er-Jahren sprudelten die Gewinne der Brauereien und damit der Braubank. Allerdings verschoben sich die Gewichte innerhalb des Oetker-Konzerns zu Lasten der Bank. Seit jeher war das Biergeschäft ein regionales Geschäft gewesen. Nun aber lautete die Strategie, national verkaufte Biere zu vermarkten. Die gleiche Marke sollte in verschiedenen Brauereien gebraut und national vermarktet werden. Oetker sah die Marke Binding als die nationale Marke seines Konzerns. Binding übernahm daher, unter anderem eben von der Braubank, Anteile verschiedener regionaler Brauereien. Ab 1970 sank die Zahl der Beteiligungen weiter. Am Ende dieses Prozesses hatte die Braubank noch drei Beteiligungen: Binding, Berliner Kindl und die Osnabrücker Aktienbrauerei. Die Steuerung des Biergeschäftes der Oetker-Gruppe erfolgte nicht mehr in der Bank, sondern bei Binding.
Mitte der 1970er-Jahre hatte der Bierkonsum in Deutschland seinen Höhepunkt erreicht. Gleichzeitig stieg der Wettbewerbsdruck, die Erträge der Brauereien stürzten ab. Am schlimmsten betroffen war die regionale Osnabrücker Aktienbrauerei, die Bier zu hohen Kosten braute. Ab 1983 übernahm daher die Dortmunder Aktienbrauerei die Produktion, die Osnabrücker Aktienbrauerei sank zur reinen Marke ab. 1988 wurden die Anteile an Berliner Kindl gegen Anteile an Binding getauscht. Binding war nun die letzte verbleibende Brauereibeteiligung.

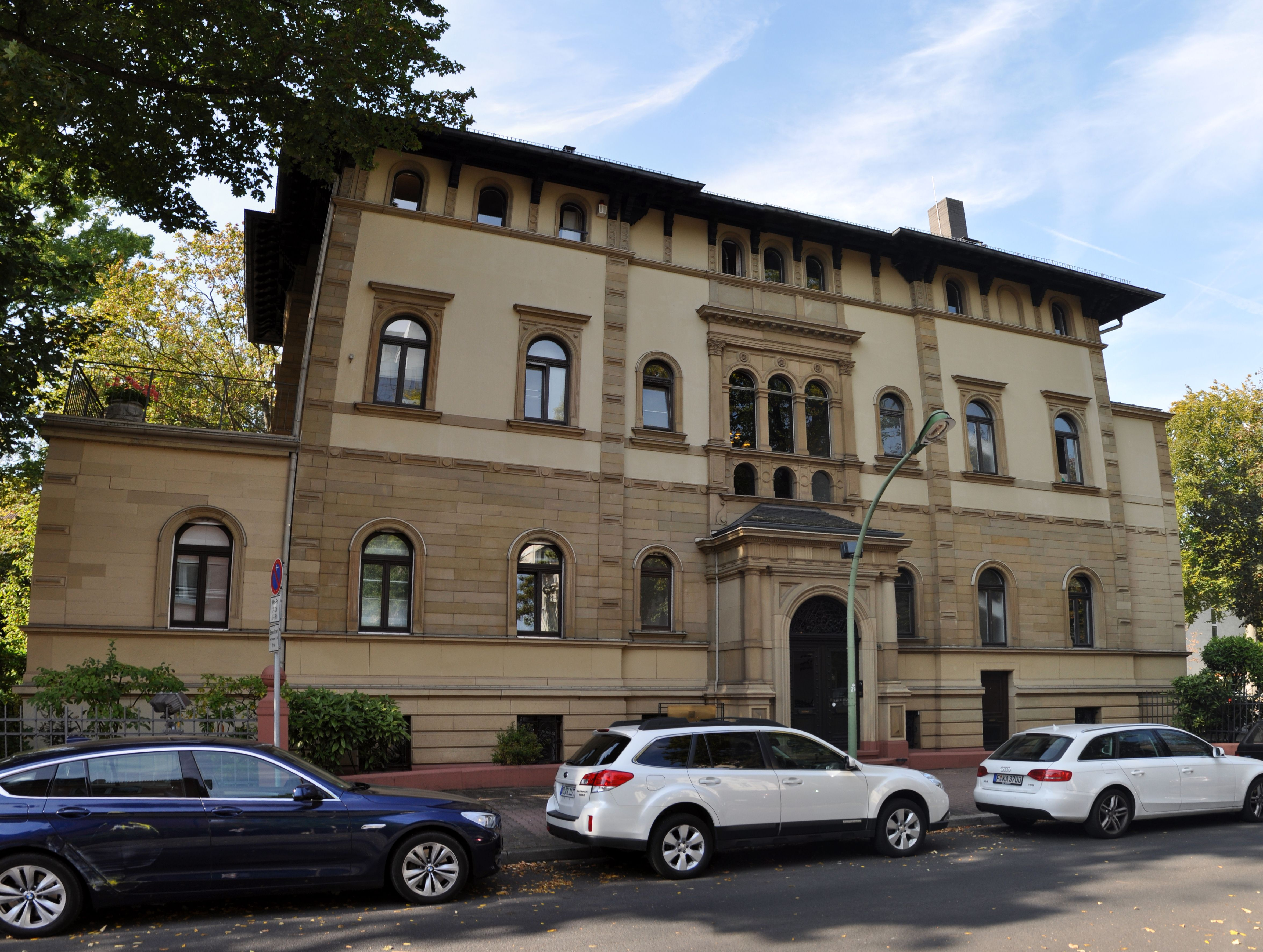
Freiherr vom Stein Straße 65, Geschäftssitz ab 1975

Während das Biergeschäft in seiner Bedeutung abnahm, bemühte man sich um einen Ausbau des Bankgeschäftes. Als zweite Säule neben dem Firmenkundengeschäft begann man Mitte der 1970er-Jahre auch Private Banking anzubieten. 1975 erwarb die Bank als repräsentativen Sitz die denkmalgeschützte Villa Kissel in der Freiherr-vom-Stein-Straße 65. Dieses Geschäft führte in den 1980er-Jahren zu einem starken Wachstum. Waren 1976 noch 21 Mitarbeiter beschäftigt, so waren es 1992 bereits 93, darunter Mitarbeiter in einer Repräsentanz in Zürich. 1986 erreichte die Bilanzsumme eine Milliarde DM.

### Frankfurter Bankgesellschaft
Der Wandel des Geschäftsfeldes führte zu einer Umfirmierung. Am 6. Juni 1986 beschloss die Hauptversammlung die Umfirmierung in Frankfurter Bankgesellschaft gegr. 1899 AG. Wenige Jahre später geriet die Bank in eine Krise. Seit Anfang der 1990er-Jahre waren die Erträge gesunken. 1994 kam es zu zwei bedeutenden Unternehmenszusammenbrüchen, die auch die Frankfurter Bankgesellschaft an den Rand des Untergangs brachten. Die Bankgesellschaft war mit umfangreichen Krediten sowohl bei der Procedo Gesellschaft für Exportfactoring D. Klindworth mbH (20 Millionen DM) als auch beim Immobilienunternehmer Jürgen Schneider (16 Millionen DM) engagiert. Nur ein Stützungskredit von Oetker über 42 Millionen DM konnte die Frankfurter Bankgesellschaft retten. Die Bankgesellschaft war mit dem zweiten Kreditinstitut der Oetker-Gruppe, dem Bankhaus Lampe organisatorisch bereits eng verzahnt. Gegen einen Zusammenschluss beider Häuser sprach vor allem der noch vorhandene Streubesitz, der abgefunden werden musste. Im Juni 1995 erfolgte ein Übernahmeangebot an die freien Aktionäre zu einem Preis von 10 % über dem Börsenwert. Am Ende besaß Oetker 99,33 % der Anteile. Auf der letzten Hauptversammlung am 9. Juni 1998 wurde die Übertragung des Bankgeschäftes auf das Bankhaus Lampe beschlossen.
Die AG selbst firmierte in BBG-Beteiligungs-AG um und blieb reine Besitzgesellschaft für den Binding-Anteil. Nachdem 2002 die letzten freien Aktionäre abgefunden worden waren, wurde die Gesellschaft 2003 in eine GmbH umgewandelt und auf eine andere Oetker-Gesellschaft verschmolzen.

## Personen

### Vorstand
- Richard Chrzescinski (1899–1911)
- Max Frank (1899–1917)
- Paul Salomon (1911–1912)
- Maximilian Stein (1911–1916)
- Felix Fruth (1913–1916)
- Oskar Thieben (1916–1936)
- Johannes Krüger (1918–1934)
- Wilhelm Graetz (1918–1920)
- Alfred Behrend (1921–1937)
- Hans Friedmann (1926–1936)
- Carl W. Schneider (1934–1943)
- Bernhard Scheublein (1937–1942)
- Hans Rinn (1943–1947)
- Fritz André (1947–1952)
- Kurt Krüger (1950–1952)
- Carl Melien (1953–1956)
- Herbert Reichelt (1956–1958)
- Hans Heuer (1958–1968)
- Erwin Schmidt (1958–1968)
- Rudolf von Ribbentrop (1967–1983)
- Hans-Helmut Krüger (1968–1970)
- Horst Dickehuth (1970–1975)
- Helmut Nieland (1975–1980)
- Christian Graf von Bassewitz (1977–1985)
- Helmut Reichert (1980–1992)
- Jürgen Freiherr von Maltzan (1984–1995)
- Christian Graf von Bassewitz (1991–1998)
- Karl-Hein Franke (1992–1998)
- Rudolf E. Dösch (1995–1998)